# Scarville
Scarville est une ville, du comté de Winnebago en Iowa, aux États-Unis. Elle est incorporée le 11 avril 1904.

## Source de la traduction
- (en) Cet article est partiellement ou en totalité issu de l’article de Wikipédia en anglais intitulé « Scarville, Iowa » (voir la liste des auteurs).